# Segunda División de Chile 1977
Segunda División de Chile 1977 var 1977 års säsong av den näst högsta nationella divisionen för fotboll i Chile, som vanns av Coquimbo Unido som således tillsammans med andraplacerade Rangers gick upp i Primera División (den högsta divisionen), medan Malleco Unido och Cobreloa gick till uppflyttningskval. Segunda División 1977 bestod av 18 lag där alla mötte varandra två gånger, vilket gav totalt 34 matcher per lag. Efter dessa 34 matcherna gick de två främsta lagen upp en division och lag 3 och 4 till uppflyttningskval. Likt förra säsongen flyttades inget lag ner denna säsong.

## Tabell
Lag 1–2: Uppflyttade till Primera División.
Lag 3–4: Till uppflyttningskval.
| Nr | Lag                  | S  | V  | O  | F  | GM | IM | MS  | P  |
| -- | -------------------- | -- | -- | -- | -- | -- | -- | --- | -- |
| 1  | Coquimbo Unido       | 34 | 18 | 11 | 5  | 53 | 30 | +23 | 47 |
| 2  | Rangers              | 34 | 18 | 8  | 8  | 54 | 37 | +17 | 44 |
| 3  | Malleco Unido        | 34 | 15 | 13 | 6  | 45 | 30 | +15 | 43 |
| 4  | Cobreloa             | 34 | 17 | 8  | 9  | 54 | 30 | +24 | 42 |
| 5  | Unión San Felipe     | 34 | 15 | 11 | 8  | 58 | 39 | +19 | 41 |
| 6  | Deportes La Serena   | 34 | 16 | 8  | 10 | 65 | 51 | +14 | 40 |
| 7  | Naval                | 34 | 12 | 12 | 10 | 48 | 41 | +7  | 36 |
| 8  | Trasandino           | 34 | 13 | 10 | 11 | 51 | 57 | −6  | 36 |
| 9  | Deportes Linares     | 34 | 13 | 8  | 13 | 54 | 50 | +4  | 34 |
| 10 | Independiente        | 34 | 11 | 12 | 11 | 50 | 49 | +1  | 34 |
| 11 | San Luis de Quillota | 34 | 12 | 9  | 13 | 53 | 53 | 0   | 33 |
| 12 | San Antonio Unido    | 34 | 10 | 9  | 15 | 56 | 67 | −11 | 29 |
| 13 | Iberia               | 34 | 9  | 10 | 15 | 42 | 61 | −19 | 28 |
| 14 | Colchagua            | 34 | 9  | 9  | 16 | 35 | 48 | −13 | 27 |
| 15 | Curicó Unido         | 34 | 9  | 7  | 18 | 29 | 45 | −16 | 25 |
| 16 | Unión La Calera      | 34 | 8  | 9  | 17 | 43 | 65 | −22 | 25 |
| 17 | Ferroviarios         | 34 | 8  | 8  | 18 | 39 | 55 | −16 | 24 |
| 18 | Magallanes           | 34 | 8  | 8  | 18 | 44 | 65 | −21 | 24 |

## Uppflyttningskval
Lag 1–2: Uppflyttade till Primera División.
| Nr | Lag                | S | V | O | F | GM | IM | MS | P |
| -- | ------------------ | - | - | - | - | -- | -- | -- | - |
| 1  | Santiago Morning   | 3 | 2 | 1 | 0 | 7  | 3  | +4 | 5 |
| 2  | Cobreloa           | 3 | 1 | 2 | 0 | 5  | 2  | +3 | 4 |
| 3  | Santiago Wanderers | 3 | 0 | 2 | 1 | 3  | 6  | −3 | 2 |
| 4  | Malleco Unido      | 3 | 0 | 1 | 2 | 2  | 6  | −4 | 1 |